# Список футбольних стадіонів Ліхтенштейну
Нижче наведено список футбольних стадіонів князівства Ліхтенштейн. У списку наведені дані про загальну місткість стадіонів, а не лише з урахуванням місць для сидіння.
| № | Стадіон     | Загальна місткість | Місто/Село | Домашня команда                      |
| - | ----------- | ------------------ | ---------- | ------------------------------------ |
| 1 | Райнпарк    | 7,838              | Вадуц      | Вадуц / Національна збірна з футболу |
| 2 | Рейнау      | 2,500              | Бальцерс   | Бальцерс                             |
| 3 | Ешен-Маурен | 2,100              | Ешен       | Ешен-Маурен                          |
| 4 | Блюменау    | 1,500              | Трізен     | Трізен                               |
| 5 | Райнвайзе   | 1,500              | Шан        | Шан                                  |
| 6 | Лейтавіс    | 800                | Трізенберг | Трізенберг                           |
| 7 | Відау       | 500                | Руґґель    | Руггелль                             |